# Американська пастораль (фільм)
«Американська пастораль» (англ. American Pastoral) — американський кримінально-драматичний фільм, знятий Юеном Мак-Грегором за однойменним романом Філіпа Рота. Світова прем'єра стрічки відбулась 9 вересня 2016 року на міжнародному кінофестивалі в Торонто, а в Україні — 8 грудня 2016 року. Фільм розповідає про Сеймура Левова, сім'я якого руйнується після того, як його донька вчиняє акт тероризму.

## У ролях
- Юен Мак-Грегор — Сеймур Левов
- Дакота Феннінг — Меррі Левов
- Дженніфер Коннеллі — Доун Дваєр Левов
- Пітер Ріґерт — Лу Левов
- Руперт Еванс — Джеррі Левов
- Узо Адуба — Вікі
- Велорі Керрі — Ріта Коен
- Моллі Паркер — доктор Шейла Сміт
- Саманта Метіс — Пенні Хемлін
- Девід Стретейрн — Нейтан Цукерман

## Виробництво
Зйомки фільму почались 21 вересня 2015 року в Піттсбурзі.